# Trofeo Ciudad de Tomelloso
El Torneo Ayuntamiento de Tomelloso fue un trofeo que se disputó desde 1995 hasta 2013 en la ciudad de Tomelloso, en la provincia de Ciudad Real, perteneciente a la Comunidad Autónoma de  Castilla-La Mancha (España). Desde su comienzo en 1995 hasta 2013, se denominó Trofeo del Excelentísimo Ayuntamiento de Tomelloso, y era jugado por el club local, el Tomelloso C. F.
Antes de desaparecer el Tomelloso C. F., y nacer el nuevo club C. D. Atlético Tomelloso, se inicia un nuevo torneo, llamado Torneo Ciudad de Tomelloso, que comenzó a disputarse en 2012 (durante dos temporadas se disputaron los dos trofeos). Este nuevo trofeo, desde el año 2015, cuarta edición, lleva acompañado su nombre al de Jesús Úbeda Coronado, exentrenador del club y que participó en la creación del nuevo club. Los partidos se juegan en el Estadio Municipal Paco Gálvez.

## Palmarés
Trofeo Ayuntamiento de Tomelloso
| Año  | Edición      | Campeón                    | Resultado      | Subcampeón            |
| ---- | ------------ | -------------------------- | -------------- | --------------------- |
| 1995 | I            | Levante U. D.              | 1-0            | Tomelloso C. F.       |
| 1996 | II           | Tomelloso C. F.            | 1-1 (pen)      | Córdoba C. F.         |
| 1997 | III          | C. F. Fuenlabrada          | 1-1 (pen)      | Tomelloso C. F.       |
| 1998 | IV           | C. F. Fuenlabrada          | 2-1            | Tomelloso C. F.       |
| 1999 | V            | C. D. Manchego             | 2-1            | Tomelloso C. F.       |
| 2000 | VI           | C. F. Fuenlabrada          | 2-0            | Tomelloso C. F.       |
| 2001 | VII          | Tomelloso C. F.            | 1-1 (pen)      | A. D. Alcorcón        |
| 2002 | VIII         | U. B. Conquense            | 3-2            | Tomelloso C. F.       |
| 2003 | No disputado | -                          | -              | -                     |
| 2004 | IX           | Tomelloso C. F.            | 1-1 (pen)      | A. D. Alcorcón        |
| 2005 | X            | Real Aranjuez C. F.        | 2-2 (pen)      | Tomelloso C. F.       |
| 2006 | XI           | C. D. Leganés              | 1-0            | Tomelloso C. F.       |
| 2007 | XII          | A. D. Alcorcón             | 3-1            | Tomelloso C. F.       |
| 2008 | XIII         | Tomelloso C. F.            | 2-2 (pen)      | Elche Ilicitano C. F. |
| 2009 | XIV          | Getafe C. F. "B"           | 1-0            | Tomelloso C. F.       |
| 2010 | XV           | Tomelloso C. F.            | 1-0            | U. D. Alcira          |
| 2011 | XVI          | A. D. Alcorcón             | 3-0            | Tomelloso C. F.       |
| 2012 | XVII         | Hércules C. F. "B"         | 2-2 (4:3 pen.) | Tomelloso C. F.       |
| 2013 | XVIII        | Atlético de Madrid Juvenil | 6-2            | Tomelloso C. F.       |

Trofeo Ciudad de Tomelloso 
| Año  | Edición | Campeón                      | Resultado      | Subcampeón                 |
| ---- | ------- | ---------------------------- | -------------- | -------------------------- |
| 2012 | I       | Yugo-U. D. Socuéllamos C. F. | 2-0            | C. D. Atlético Tomelloso   |
| 2013 | II      | C. P. Villarrobledo          | (pen)          | C. D. Atlético Tomelloso   |
| 2014 | III     | C. D. Atlético Tomelloso     | 2-1            | C. P. Villarrobledo        |
| 2015 | IV      | C. D. Atlético Tomelloso     | 1-0            | Valencia C. F. Juvenil     |
| 2016 | V       | C. D. Atlético Tomelloso     | 1-0            | C. F. Valdepeñas           |
| 2017 | VI      | C. D. A. Navalcarnero        | 0-0 (4:3 pen.) | C. D. Atlético Tomelloso   |
| 2018 | VII     | C. D. A. Navalcarnero        | 4-0            | C. D. Atlético Tomelloso   |
| 2019 | VIII    | C. D. Atlético Tomelloso     | 1-0            | Atlético Pedro Muñoz C. F. |
| 2020 | IX      | C. D. Huracán de Balazote    | 2-0            | C. D. Atlético Tomelloso   |
| 2021 | X       | C. D. Quintanar del Rey      | 3-1            | C. D. Atlético Tomelloso   |
| 2022 | XI      | C. P. Villarrobledo          | 0-0 (pen)      | C. D. Atlético Tomelloso   |
| 2023 | XII     | C. D. Atlético Tomelloso     | 1-1 (pen)      | U. D. Rayo Ibense          |

## Campeones
Trofeo Ayuntamiento de Tomelloso
| Equipo                     | Títulos | Ediciones                      |
| -------------------------- | ------- | ------------------------------ |
| Tomelloso C. F.            | 5       | 1996, 2001, 2004, 2008 y 2010. |
| C. F. Fuenlabrada          | 3       | 1997, 1998 y 2000.             |
| A. D. Alcorcón             | 2       | 2007 y 2011.                   |
| Levante U. D.              | 1       | 1995.                          |
| C. D. Manchego             | 1       | 1999.                          |
| U. B. Conquense            | 1       | 2002.                          |
| Real Aranjuez C. F.        | 1       | 2005.                          |
| C. D. Leganés              | 1       | 2006.                          |
| Getafe C. F. "B"           | 1       | 2009.                          |
| Hércules C. F. "B"         | 1       | 2012                           |
| Atlético de Madrid Juvenil | 1       | 2013.                          |

Trofeo Ciudad de Tomelloso 
| Equipo                       | Títulos | Ediciones                      |
| ---------------------------- | ------- | ------------------------------ |
| C. D. Atlético Tomelloso     | 5       | 2014, 2015, 2016, 2019 y 2023. |
| C. P. Villarrobledo          | 2       | 2013 y 2022.                   |
| C. D. A. Navalcarnero        | 2       | 2017 y 2018.                   |
| Yugo-U. D. Socuéllamos C. F. | 1       | 2012.                          |
| C. D. Huracán de Balazote    | 1       | 2020.                          |
| C. D. Quintanar del Rey      | 1       | 2021.                          |